# Mario Franjić
Mario Franjić (Sarajevo, 23 maart 1962) is een Bosnisch voormalig bobsleeër.
Franjić nam in het bobsleeën namens Joegoslavië als remmer in het team van piloot Zdravko Stojnić in de viermansbob deel aan de Olympische Winterspelen 1984 waar de Joegoslavië-1 een 19e plaats behaalde. In 1992, bij het uitbreken van de Joegoslavische oorlogen, was hij op huwelijksreis in Montenegro en kon niet terug naar Sarajevo. Met zijn vrouw kwam hij naar Nederland. Franjić ging weer aan bobsleeën doen en namens Bosnië en Herzegovina nam hij deel aan de Olympische Winterspelen 1998 en behaalde als remmer in het team van piloot Zoran Sokolović in de viermansbob een 25e plaats. In 1998 was hij tevens vlaggendrager bij de openingsceremonie. Aan de Olympische Winterspelen 2022 namen zijn zonen Janko Franjić en Jelen Franjić in het bobsleeën deel namens Nederland.